# Gaby Charroux
Gaby Charroux (* 25. Juni 1942 in Algier) ist ein französischer Politiker. Er ist seit 2012 Abgeordneter der Nationalversammlung.
Charroux, Mitglied der Parti communiste français, wurde 2008 zum Bürgermeister von Martigues gewählt. Bei den Parlamentswahlen 2012 trat er im 13. Wahlkreis des Départements Bouches-du-Rhône an, dessen kommunistischer Abgeordneter Michel Vaxès nicht erneut antrat. Er konnte sich im zweiten Wahlgang klar mit 60,2 % gegen die FN-Politikerin Edith Espallardo durchsetzen. Am 20. Juni trat er sein Mandat an.